# Gornji Jalšovec
Gornji Jalšovec is een plaats in de gemeente Desinić in de Kroatische provincie Krapina-Zagorje. De plaats telt 84 inwoners (2001).